# سیارک ۲۵۱۸
سیارک ۲۵۱۸ (به انگلیسی: 2518 Rutllant، نامگذاری:1974FG) دو هزار و پانصد و هجدهمین سیارک کشف شده‌است که در ۲۲ مارس ۱۹۷۴ کشف شد.
قدر مطلق سیارک برابر ۱۳٫۴۰ است.